# Paynes Prairie
El parque estatal Preserva Paynes Prairie (del inglés: Paynes Prairie Preserve State Park) es un parque estatal del estado de Florida,  que abarca unos 8.500 ha de sabana al sur de Gainesville, Florida, en Micanopy.  Es también un Hito Histórico Nacional destacado.  La cruzan la I-75 y la U.S. 441.  

## Historia
La pradera se convirtió en baluarte de la banda Alachua de la tribu Semínola bajo el mando del jefe Ahaya en el siglo XVIII.  Se le puso ese nombre en memoria del hijo mayor que le sobrevivió, King Payne.
Hubo una época en que el drenaje de la pradera estaba tan bloqueado que se desbordó, causando la formación de un lago.  La última inundación ocurrió en 1871 y duró hasta 1886.  Durante este período, era normal ver los barcos de vapor en lo que se llamaba el Lago Alachua.

## Fauna
Se pueden ver más de 270 especies de aves en el parque así como Caimán americano y pequeñas manadas de Bisonte de la Llanura, Caballos Cracker de Florida y Ganado Cracker de Florida que fueron los primeros reunidos en manada por los Semínolas.  El bisonte fue reintroducido en el parque traído desde Oklahoma a mediados de los años 1970.  Como parte del objetivo del parque de restaurar los recursos naturales de Florida a las condiciones naturales anteriores a la llegada de los europeos, el bisonte fue reintroducido ya que pastaban por esta área hasta principios de 1800.  Es raro verlos, pero el mejor lugar para encontrarlos es a lo largo del sendero del Dique Cone.

## Actividades recreacionales
El parque contiene una exhibición y un programa audiovisual en el centro de visitas donde se explica la historia natural y cultural de la zona.  Hay una torre de observación de 15 m de altura que proporciona una vista panorámica de la reserva.  Existen 8 trazados diferentes para practicar el senderismo,  la equitación y el ciclismo.  Se ofrecen actividades explorativas los fines de semana desde noviembre a abril.  Se practica la pesca en el Lago Wauburg y hay acceso para las canoas y botes a motor eléctrico.  Facilidad y buenas instalaciones para acampar durante la noche.
El parque es la 'puerta de entrada' al Florida Birding Trail|Gran Rastro de Birding de Florida.

## Horario
Los parques estatales de Florida están abiertos desde las 8 de la mañana hasta el ocaso cada día del año (incluso vacaciones).

## Galería

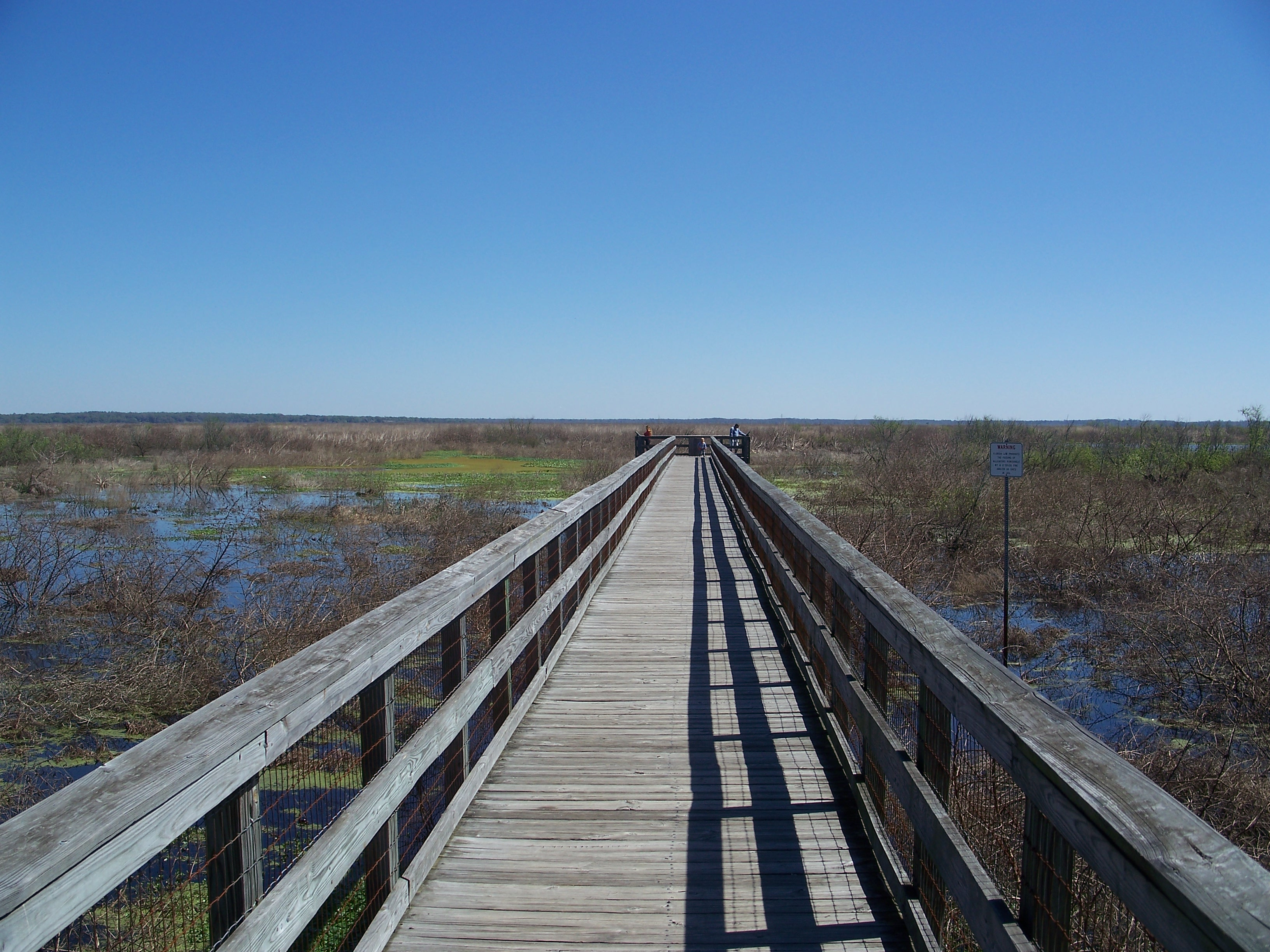
Vista de la US 441 mirando al este.
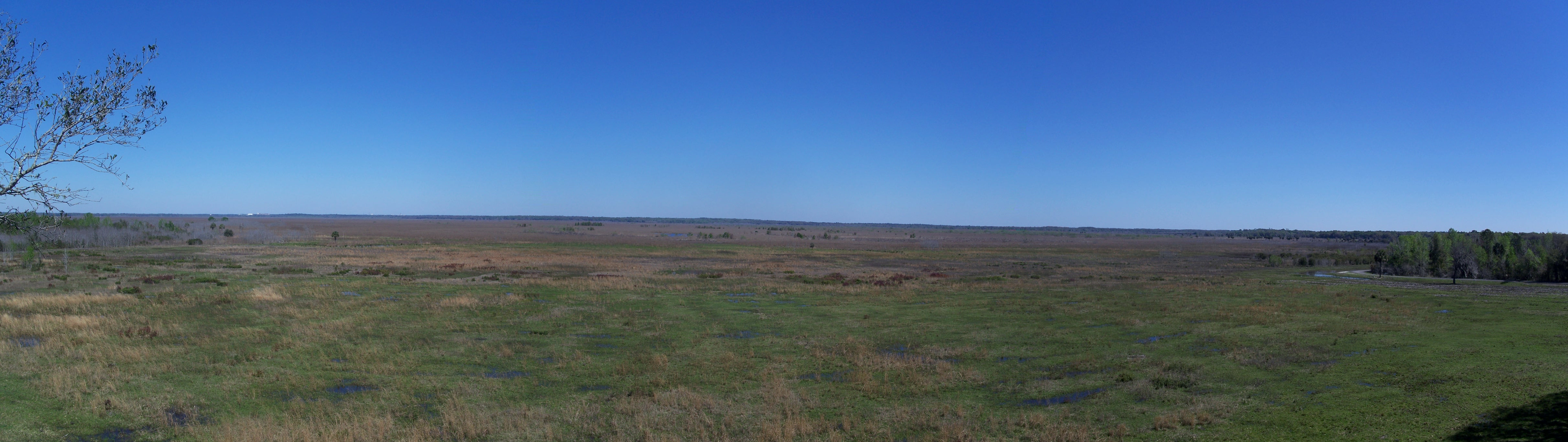
Vista panorámica desde la torre de observación.
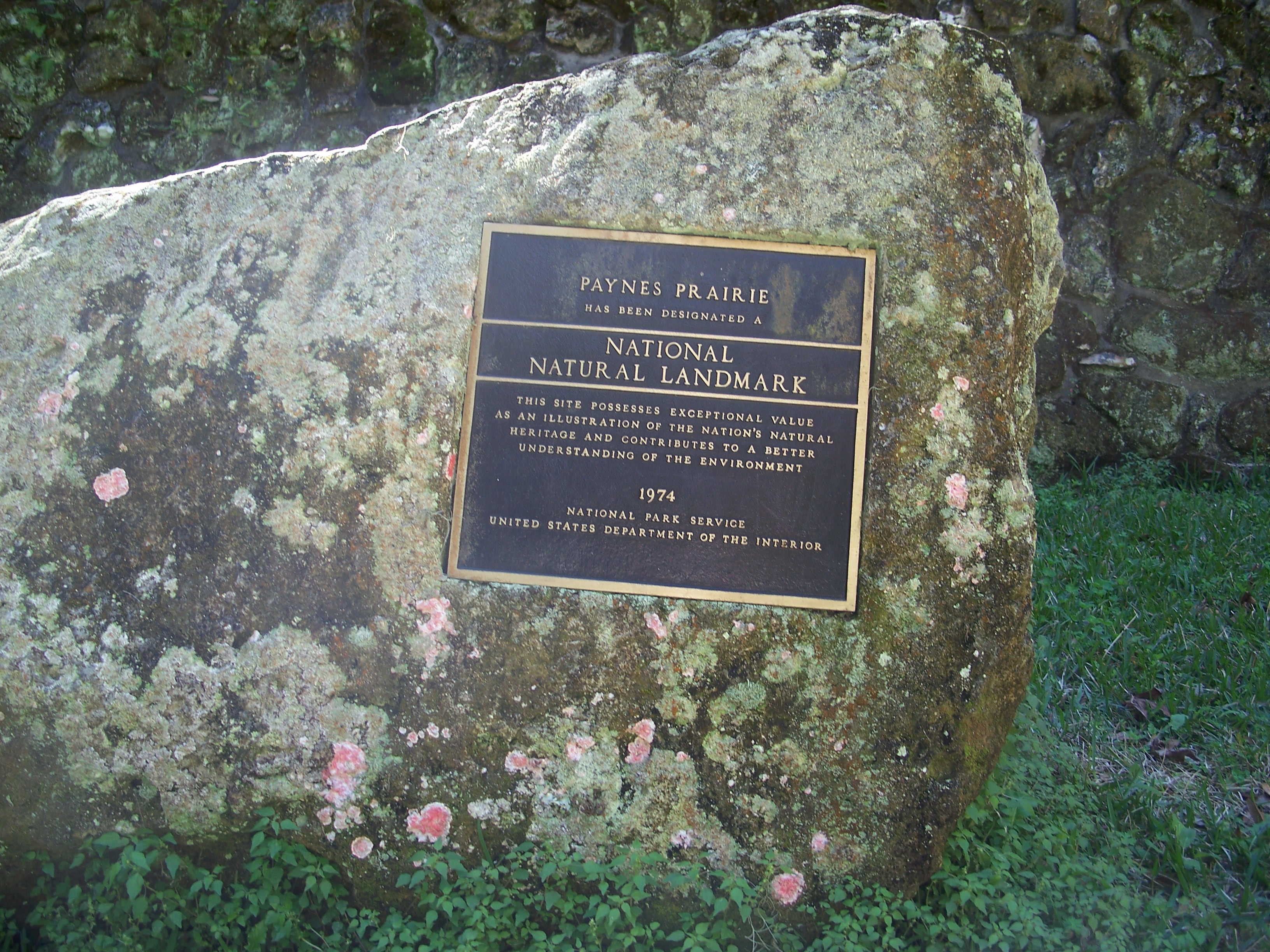
Placa del Parque Estatal plaque.